# Tibor Pinke
Tibor Pinke (* 27. Mai 1959 in Budapest) ist ein ungarischer Badmintonspieler. 

## Karriere
Tibor Pinke wurde drei Mal ungarischer Mannschaftsmeister. Alle Titel gewann er mit dem Team von Honvéd Zrínyi SE, mit welchem er bei den nationalen Titelkämpfen 1981, 1983 und 1984 erfolgreich war.

## Sportliche Erfolge
| Saison | Veranstaltung            | Disziplin  | Platz | Name |
| ------ | ------------------------ | ---------- | ----- | --- |
| 1981   | Ungarische Meisterschaft | Mannschaft | 1     | Honvéd Zrínyi SE (György Vörös, Béla Jankovich, Ferenc Rolek, László Rakonczai, Jenő Bánkuti, Tibor Pinke, Ildikó Vígh, Zsuzsa Diószegi, Erzsébet Gindert) |
| 1983   | Ungarische Meisterschaft | Mannschaft | 1     | Honvéd Zrínyi SE (György Vörös, Béla Jankovich, Ferenc Rolek, László Rakonczai, Tibor Pinke, Ildikó Vígh, Judit Fejes, Ágnes Magyar)                       |
| 1984   | Ungarische Meisterschaft | Mannschaft | 1     | Honvéd Zrínyi SE (György Vörös, Béla Jankovich, Ferenc Rolek, László Rakonczai, Tibor Pinke, Ildikó Vígh, Judit Fejes, Ágnes Magyar)                       |

## Referenzen
- Ki kicsoda a magyar sportéletben? Band 2 (I–R). Szekszárd, Babits Kiadó, 1995. ISBN 963-495-011-6

| Personendaten    | Personendaten                |
| ---------------- | ---------------------------- |
| NAME             | Pinke, Tibor                 |
| KURZBESCHREIBUNG | ungarischer Badmintonspieler |
| GEBURTSDATUM     | 27. Mai 1959                 |
| GEBURTSORT       | Budapest                     |